# Sheep Island, Nordirland
Sheep Island är en ö i Storbritannien. Den ligger i distriktet Causeway Coast and Glens och riksdelen Nordirland. Arean är 0,035 kvadratkilometer. Det är ett skyddat område.